# Regroupement québécois des centres et de luttes contre les agressions à caractère sexuel
 (novembre 2021).
La mise en forme du texte ne suit pas les recommandations de Wikipédia : il faut le « wikifier ».
Les points d'amélioration suivants sont les cas les plus fréquents :
- Les titres sont pré-formatés par le logiciel. Ils ne sont ni en capitales, ni en gras.
- Le texte ne doit pas être écrit en capitales (les noms de famille non plus), ni en gras, ni en italique, ni en « petit »…
- Le gras n'est utilisé que pour surligner le titre de l'article dans l'introduction, une seule fois.
- L'italique est rarement utilisé : mots en langue étrangère, titres d'œuvres, noms de bateaux, etc.
- Les citations ne sont pas en italique mais en corps de texte normal. Elles sont entourées par des guillemets français : « et ».
- Les listes à puces sont à éviter, des paragraphes rédigés étant largement préférés. Les tableaux sont à réserver à la présentation de données structurées (résultats, etc.).
- Les appels de note de bas de page (petits chiffres en exposant, introduits par l'outil «  Source ») sont à placer entre la fin de phrase et le point final[comme ça].
- Les liens internes (vers d'autres articles de Wikipédia) sont à choisir avec parcimonie. Créez des liens vers des articles approfondissant le sujet. Les termes génériques sans rapport avec le sujet sont à éviter, ainsi que les répétitions de liens vers un même terme.
- Les liens externes sont à placer uniquement dans une section « Liens externes », à la fin de l'article. Ces liens sont à choisir avec parcimonie suivant les règles définies. Si un lien sert de source à l'article, son insertion dans le texte est à faire par les notes de bas de page.
- La présentation des références doit suivre les conventions bibliographiques. Il est recommandé d'utiliser les modèles {{Ouvrage}}, {{Chapitre}}, {{Article}}, {{Lien web}} et/ou {{Bibliographie}}. Le mode d'édition visuel peut mettre en forme automatiquement les références.
- Insérer une infobox (cadre d'informations à droite) n'est pas obligatoire pour parachever la mise en page.

Pour une aide détaillée, merci de consulter Aide:Wikification.
Si vous pensez que ces points ont été résolus, vous pouvez retirer ce bandeau et améliorer la mise en forme d'un autre article.
Le Regroupement québécois des centres d'aide et de lutte contre les agressions à caractère sexuel (RQCALACS) est un organisme communautaire à but non lucratif ayant comme objectif d’éliminer les agressions sexuelles à long terme par l'entremise de changements radicaux au sein du système en place[incompréhensible].

## Création du RQCALACS

### Origine et développement
Au cours des années 1970, au Québec, le système judiciaire est inadapté en matière d’agressions sexuelles et il n’existe pas de ressources sociales et juridiques pour les victimes, considérées comme marginales par le reste de la population. Les Québécoises concernées par la problématique vivent de nombreux préjugés de la part de leurs contemporains}. Elles sont décrites comme des femmes aguicheuses et séductrices, le concept de consentement n’est pas encore un enjeu. En 1975, en réaction à l’inaptitude du système à épauler les victimes, un premier Centre d’aide aux victimes de viol (CAVV) est ouvert à Montréal. Ce dernier est mis sur pied par des femmes, pour des femmes afin de revendiquer des changements sociaux et légaux. Après la naissance de cet organisme, six nouveaux lieux d’aide se développent un peu partout au Québec, devenant officiellement des Centres d’aide et de lutte contre les agressions à caractère sexuel (CALACS). Pour élargir la portée de leurs services à travers la province, les centres se regroupent sous la bannière du RQCALACS en 1979. Ayant toujours comme priorité de rassembler toutes les femmes agressées, la création du RQCALACS amorce la deuxième vague de développement des centres pour femmes au début des années 1980. C’est au cours de cette même période qu’il y a une réforme du Code criminel canadien en adoptant la Loi sur les agressions sexuelles élargissant le type de violences sexuelles pouvant être punies par la loi. Les agressions sexuelles ne se résument plus seulement au viol, mais à un large spectre d’actions. En 1997, il y a, au Québec, 23 organismes communautaires pour les femmes victimes d’agressions sexuelles, dont 17 font partie du RQCALACS.

### Évolution de l’activisme des CALACS
Dans leurs débuts, pour se faire connaître et sensibiliser le public à la cause des violences à caractère sexuelles, les CALACS organisent des coups d’éclat, des manifestations par exemple. Cependant, au cours des années 1990, l’organisme se concentre sur la mise en place de gestes symboliques afin de sensibiliser aux solutions possibles en cas d’agression. Par exemple, les CALACS produisent des études et des sondages qui sont ensuite présentés à différentes instances politiques sous forme de recommandations. Ce faisant, la place de la documentation dans les revendications du RQCALACS prend de l’ampleur. De plus, le développement des médias à partir des années 1990 offre une plus grande visibilité aux actions du regroupement.
Le RQCALACS est aujourd’hui[Quand ?] présent dans 13 régions du Québec.

### Financement
Au départ, l’indifférence des instances publiques envers la problématique des violences à caractères sexuels affecte négativement leurs sources de revenus. En effet, le RQCALACS doit persuader les autorités gouvernementales de sa crédibilité pour ainsi les convaincre qu'il est nécessaire d’obtenir des subventions. De plus, le manque de notoriété est un autre obstacle à l’obtention de financement. Le regroupement est donc dans l’obligation de se faire connaître, notamment pour gagner en sympathie ce qui assurerait leur viabilité financière. À la suite d’un travail concerté, les CALACS obtiennent un financement adéquat au cours de la fin des années 1990. Le Ministère de la Santé et des Services Sociaux (MSSS) subventionne entre 65% et 75% des opérations au sein de ces groupes alternatifs féministes.

### Statistiques
En ce qui concerne le portrait de la problématique des agressions sexuelles faites aux femmes, celui-ci est moins abordé durant les années 1970. Cependant, les années 1990 lèvent le voile sur l’ampleur du phénomène. À partir de ce moment, il est possible d’affirmer qu’une femme sur quatre se retrouvera dans une situation d’agression sexuelle au cours de sa vie. Aussi, il est généralement admis que subir des violences sexuelles entraîne de lourdes conséquences psychologiques chez la victime. Par exemple, les femmes concernées ont huit fois plus de chance d’être confrontées à une tentative de suicide en plus d’être cinq fois plus vulnérables de vivre des épisodes dépressifs. En outre, la toxicomanie et la prostitution sont des problèmes sociaux souvent liés aux agressions à caractère sexuel. Les CALACS sont en fait la première entité à développer des recherches quantitatives et qualitatives sur le sujet

## Approche féministe et intervention auprès des victimes dans les CALACS

### Approche féministe
Dans les années 1970, le viol est considéré comme un problème qui doit être éradiqué, selon les féministes américaines, pour assurer la sécurité des femmes. Les premiers centres d’aide aux victimes voient alors le jour aux États-Unis. À la suite des recherches des féministes américaines, les Québécoises se sentent plus soudées et outillées pour finalement créer leurs centres d’aide. Ce faisant, les CALACS adoptent l’approche féministe dans leurs interventions.
Cette approche se positionne contre le patriarcat par sa détermination à redonner le pouvoir aux femmes en plus de diminuer les possibles impacts d’agressions sexuelles sur les victimes. Leurs interventions se concentrent sur les méthodes d’action et de conscientisation, les femmes peuvent ainsi reprendre le contrôle de leur corps et de leur environnement. L’approche féministe réclame plusieurs changements pour les femmes : plus de soutien émotionnel, une meilleure écoute, l’affirmation de leur oppression et l’accroissement de leur sécurité autant dans la sphère privée que la sphère publique.

### Intervention
L’intervention des CALACS évolue au fil des années et selon leur clientèle. De leur commencement jusqu’aux années 1980, les principales clientes des centres sont des femmes venant de subir une agression à caractère sexuelle, c’est pourquoi l’intervention est basée sur l’état de crise. Une ligne téléphonique ainsi qu’un service de garde permettent d’offrir un soutien en tout temps. L’aide apportée est essentiellement individuelle et elle est habituellement de courte durée. Les intervenantes ont pour mission de casser l’isolement des victimes et informer la population que les agressions sont un problème de société, qu’elles ne reposent pas seulement sur les épaules des femmes.
Le principal aspect qui a fait évoluer les pratiques d’intervention est l’augmentation grandissante de la demande des femmes ayant besoin d’assistance. Effectivement, dans le milieu des années 1980, une nouvelle clientèle se développe, de plus en plus de femmes consultent les CALACS pour des agressions ayant eu lieu pendant l’enfance. C’est cette même clientèle qui continue de fréquenter les CALACS durant les années 1990. Les demandes d’intervention augmentent à un tel point qu’en 1997 la ligne téléphonique est fermée (sauf dans deux centres), une liste d’attente est mise en place et le nombre de rencontres par cliente est restreint. L’important n’est plus uniquement de gérer et d’analyser des situations de crise, mais plutôt d’assurer un suivi régulier et rigoureux.
Depuis les années 2000, la clientèle est davantage diversifiée (âge, situation, nationalité, etc.) et les centres offrent des suivis personnalisés et de groupe pour permettre la communication des émotions. De plus, les CALACS ont développé un service d’accompagnement qui appuie les femmes dans leurs démarches médicales et judiciaires.